# 皮切尔诺
皮切尔诺（義大利語：Picerno），是意大利波坦察省的一个市镇。总面积78平方公里，人口6109人，人口密度78.3人/平方公里（2009年）。ISTAT代码为076059。